# Prespameer
Het Prespameer of Grote Prespameer (Albanees: Liqeni i Prespës; Grieks: Μεγάλη Πρέσπα, Megali Prespa; Macedonisch: Преспанско Езеро, Prespansko Ezero) is een meer op het Balkanschiereiland, het op een na grootste van de Dessaretische Meren, gelegen op het drielandenpunt van Noord-Macedonië (176,8 km²), Albanië (49,4 km²) en Griekenland (47,8 km²). De totale oppervlakte bedraagt 274 km². De grootste diepte is 58 m.
Het is na het Kleine Prespameer direct ten zuiden ervan, dat een paar meter hoger ligt, het hoogstgelegen meer van de Balkan (849 m). Het Grote en het Kleine Prespameer vormden aanvankelijk één geheel, maar worden inmiddels van elkaar gescheiden door een alluviale landengte. Deze wordt doorsneden door een natuurlijke waterweg die beide Prespameren met elkaar verbindt.
Het Prespameer watert via een ondergronds grottenstelsel af op het Meer van Ohrid, dat via de rivier de Drin op de Adriatische Zee afwatert.
In het Macedonische deel van het meer ligt een thans onbewoond eiland, Golem Grad, dat eertijds kloosterlingen herbergde. Het is het enige eiland van Noord-Macedonië en staat bekend om zijn slangenpopulatie. Het is een onderdeel van het Nationaal Park Galičica. De oostelijke oever van het meer heeft zandstranden en het daarbij behorende toerisme.
Andere delen van het meer behoren tot het eveneens Macedonische Nationaal Park Pelister en twee Albanese en Griekse nationale parken, die beide Nationaal Park Prespa heten. Ook in het Albanese deel van het meer ligt een eiland, Maligrad, dat eveneens onbewoond is en waarop zich een 14e-eeuwse Byzantijnse rotskerk bevindt.
Het hele gebied kreeg in 2000 de status van grensoverschrijdend beschermd gebied, het eerste van zijn soort in Zuidoost-Europa. Delen van het meer zijn als Ramsargebied aangewezen (deel van de European Green Belt)?

## Fauna
Als wetland is het meer vooral belangrijk voor vogels. De kolonie van 500 - 1400 broedparen kroeskoppelikanen is de grootste van Europa.
Slechts elf inheemse vissoorten zijn in het meer geïdentificeerd, waarvan er negen endemisch zijn: Alburnoides prespensis, Alburnus belvica, Barbus prespensis, Chondrostoma prespense, Cobitis meridionalis, Pelasgus prespensis, Rutilus prespensis, Salmo peristericus en Squalius prespensis.